# Демографический анализ
Демографический анализ — основной метод обработки информации для получения демографических показателей. Наиболее распространены два типа демографического анализа.

## Продольный анализ
Продольный анализ — метод изучения демографических процессов, при котором они описываются и анализируются в когортах, то есть в совокупностях людей, одновременно вступивших в какое-либо демографическое состояние. Это значит, что демографические события рассматриваются в их естественной последовательности.
Преимущество продольного анализа заключается в возможности изучить календарь демографических событий (то есть распределение событий по периодам жизни когорты) и изменения этого календаря под влиянием тех или иных условий. Сравнивая при продольном анализе частоту демографических событий у разных когорт на этапах их жизни, можно получить верное представление как о влиянии изменения условий жизни на динамику демографических процессов, так и о самой этой динамике.
Недостатки: «отставание» результатов наблюдения от реальных процессов. Полностью демографическая история когорты становится известной только тогда, когда она выходит из данного демографического состояния. Данные о числе событий для когорт, еще не вышедших из данного состояния, как бы «усечены». Поэтому приходится применять экстраполяцию показателей или «ожидаемые» показатели.

## Поперечный анализ
Поперечный анализ заключается в том, что частота событий рассматривается на «срезе» в какой-либо момент времени. В результате изучается условное поколение, в которое входят люди в каждом интервале возраста, и в течение, например, года у части из них наступают некоторые демографические события. Частота событий охватывает полный набор продолжительности данного состояния.
Поперечный анализ — наиболее распространенный прием демографического описания и анализа ввиду доступности информации. Большинство показателей — обычно показатели для условного поколения.
Однако есть и недостаток: при резких изменениях интенсивности демографических процессов во времени он может дать искаженную картину закономерности изменения данного процесса.

## Другие методы демографического анализа
Помимо сугубо демографических способов оценки происходящего в обществе, могут использоваться и другие методы, характерные не только для демографии.
Для анализа общей информации о населении в целом, а именно таких вопросов, как рождаемость/смертность, миграция, половозрастной состав и связи этих показателей с определёнными факторами, демографы используют сравнительный, статистический и социологический анализы. Статистический анализ демографических показателей производится двумя способами: сплошным и несплошным. В первом случае производится оценка всех показателей какой-либо подгруппы, во втором — только определённой выделенной части.
При использовании методов социологического анализа в рамках демографического предполагается применение таких методов, как оценка мнения респондентов, их видения демографической ситуации и соответствующее поведение.
Помимо непосредственного анализа полученных данных, для демографического анализа также крайне важно объективное сопоставление их с целью выявления положительной или отрицательной динамики, оценки изменения общества в целом. Однако, для демографии метод сравнительного анализа является не вполне объективным, так как подобного рода информация часто неверно трактуется, подменяется, замалчивается.